# Svensksundsviken
Svensksundsviken är ett naturreservat som ligger i Norrköpings kommun i Östergötlands län. Svensksundsviken är en vik till Östersjön. Viken är grund med ett tjugotal öar och långa, utbredda strandängar - en miljö som lockar en mängd fåglar att rasta och häcka här. Strandängarna betas och slåttras vilket är en förutsättning för det rika fågellivet. Här finns fågeltorn och utsiktsberg varifrån du kan skåda fåglar och njuta av utsikten. Gäss, havsörn och en mängd olika arter av vadarfåglar är exempel på vad du kan få se. Sammantaget har drygt 230 fågelarter noterats från Svensksundsviken.
Svensksundsvikens naturreservat förvaltas av Länsstyrelsen Östergötland.